# L'Histoire d'une mère
L'Histoire d'une mère (danois : Historien om en mor) est une bande dessinée pour la jeunesse du Danois Peter Madsen. 
Cette adaptation du conte homonyme (en) de Hans Christian Andersen a été publiée en 2004 par Carlsen et traduite en diverses langues, dont en français la même année par Delcourt.
Il s'agit d'une adaptation fidèle où Madsen, selon le critique de BD Gest L. Cirade, fait montre de son « talent » et de son efficacité graphique.

## Publication
- (da) Historien om en mor, Carlsen, 2004  (ISBN 8762674927).
- (no) Historien om en mor, Egmont, 2004  (ISBN 8242924538).
- (fr) L'Histoire d'une mère, Delcourt, coll. « Jeunesse », 2004,  (ISBN 2-84789-599-X).
- (en) The Story of a Mother, Carlsen, 2005  (ISBN 8762678167).

### Documentation
- (en) Camilla Stroskog, « Stripping H.C. Andersen : Peter Madsen’s Historien om en mor (or, what a graphic novel adaptation can do that its literary source cannot) », European Journal of Scandinavian Studies, vol. 48, no 2,‎ octobre 2018, p. 303-318 (DOI 10.1515/ejss-2018-0023).